# La Baronata
La Baronata è un complesso abitativo, costituito da due ville e due edifici secondari, nel comune di Minusio in Canton Ticino, Svizzera, edificato tra il XVIII ed il XIX secolo. La fama del luogo è legata a Michail Bakunin, il quale vi risiedette nella seconda metà del XIX secolo.

## Origine del nome
Il nome del complesso deriverebbe dal barone Giovanni Antonio Marcacci, uomo politico e diplomatico che alla sua morte, avvenuta nel 1854, lasciò la villa alla città di Locarno.

## Storia
La struttura più antica, chiamata Baronata inferiore, venne commissionata dal barone Marcacci sul finire del XVIII secolo come sua abitazione estiva. L'edificio venne rimaneggiato intorno alla metà del XIX secolo, assumendo la sua attuale conformazione. Dopo la morte di Marcacci, passò alla città di Locarno, per poi essere acquistata da Francesco Oliviero e, tra il 1856 e il 1857, dal barone italiano Paolo Cappello. Quest'ultimo la vendette nel 1873 a Michail Bakunin, il quale venne supportato economicamente da Carlo Cafiero. La Baronata superiore, un edificio a due piani a pianta quadrangolare, fu fatta edificare dallo stesso Bakunin nel 1873 su progetto di Walerian Mroczkowski e Francesco Galli. Fu in questa parte che l'anarchico e filosofo risiedette con la famiglia e i numerosi ospiti, tra i quali Andrea Costa, Lodovico Nabruzzi, Enrico Malatesta, Giuseppe Fanelli. A fine luglio del 1874 Bakunin lasciò La Baronata, restituendone la proprietà a Cafiero, per recarsi a Bologna, dove avrebbe dovuto partecipare ad un tentativo insurrezionale, che venne tuttavia stroncato sul nascere. Dopo il fallimento di tale iniziativa Bakunin riuscì comunque a rientrare in Svizzera, senza tuttavia fare ritorno a Minusio. Morirà a Berna nel 1876. Nel 1879 Cafiero vendette la proprietà al banchiere Horace Günzburg. Nel 1916 passò alla famiglia Boeselager, che la tenne sino al 1950. Venne in seguito acquistata dall'imprenditore locale Pietro Beretta. Dopo varie vicende, inclusa un'occupazione della struttura nel 1983 da parte di attivisti che ne chiedevano l'acquisizione ad uso pubblico, il complesso venne messo all'asta, venendo acquistato dal Credit Suisse nel 1999 e infine dall'attuale proprietario nel 2002.

## Descrizione
Il complesso si trova sulla collina fra Minusio e Tenero-Contra ed è formata da un complesso di quattro edifici, due di maggiori dimensioni e importanza.
La proprietà aveva una notevole estensione, arrivando sino al lago. Nella parte inferiore sono interessanti il loggiato al primo piano e la torre posta all'angolo dell'edificio. La struttura è proprietà privata e non è visitabile.

## Nella cultura di massa
Riccardo Bacchelli la descrisse nel suo romanzo storico Il diavolo al Pontelungo. Ricarda Huch, autrice di una biografia di Bakunin, Michael Bakunin und die Anarchie (edizione originale Insel-Verlag, Lipsia, 1923), intitolò un capitolo di tale opera Die Tragödie der Baronata (La tragedia della Baronata).